# Kabinett Karzai I
Das Kabinett Karzai I leitete die Regierung Afghanistans zwischen 2004, dem Jahr, in dem Hamid Karzai die erste Präsidentschaftswahl gewann, und 2009, als die zweite Präsidentschaftswahl stattfand. Im Jahr 2006 gab es eine bedeutende Kabinettsumbildung. Das erste Kabinett von Karzai folgte dem afghanischen Übergangskabinett, das durch die Loja Dschirga von 2002 eingesetzt wurde. Karzai gab die Namen der Minister am 23. Dezember 2004 bekannt. Das Kabinett wurde am 24. Dezember 2004 vereidigt und hielt seine erste Kabinettssitzung am 27. Dezember ab. Dieses Kabinett bestand aus 27 Ministern, darunter zwei Frauen.

## Kabinett
| Amt/Ministerium                           | Amt/Ministerium                           | Bild  | Amtsträger/Minister | Information                                                                           | Information | Information | Bild  | Stellvertreter                                              | Information                          | Information          | Information                                                                                       |
| Amt/Ministerium                           | Amt/Ministerium                           | Bild  | Amtsträger/Minister | Partei/Allianz                                                                        | Abstammung | Studium/Dienst | Bild  | Stellvertreter                                              | Partei/Allianz                       | Abstammung           | Studium/Dienst                                                                                    |
| Ämter                                     | Ämter                                     | Ämter | Ämter | Ämter                                                                                 | Ämter | Ämter | Ämter | Ämter                                                       | Ämter                                | Ämter                | Ämter                                                                                             |
| ----------------------------------------- | ----------------------------------------- | ----- | --- | ------------------------------------------------------------------------------------- | --- | --- | ----- | ----------------------------------------------------------- | ------------------------------------ | -------------------- | ------------------------------------------------------------------------------------------------- |
| Präsident                                 | Präsident                                 |       | Hamid Karzai | Royalist                                                                              | Paschtune (Kandahar) | Politik (Master, Indien) |       |                                                             |                                      |                      |                                                                                                   |
| 1. Vizepräsident                          | 1. Vizepräsident                          |       | Ahmad Zia Massoud | Nordallianz Dschamiat-i Islāmi                                                        | Tadschike (Pandschschir) | – (Studium in Afghanistan aufgrund der sowjetischen Invasion abgebrochen)                                                                |       |                                                             |                                      |                      |                                                                                                   |
| 2. Vizepräsident                          | 2. Vizepräsident                          |       | Karim Khalili | Nordallianz Hezb-e Wahdat                                                             | Hazara (Wardak) | Islam (Afghanistan) |       |                                                             |                                      |                      |                                                                                                   |
| Senior                                    | Senior                                    |       | Hedayat Amin Arsala | Royalist Mahāz-e Millī-ye Islāmi                                                      | Paschtune (Kabul) | Wirtschaft (Doktor, USA) |       |                                                             |                                      |                      |                                                                                                   |
| Ministerien                               |                                           |       | |                                                                                       | | |       |                                                             |                                      |                      |                                                                                                   |
| Verteidigung                              | Verteidigung                              |       | Abdul Rahim Wardak | Mahāz-e Millī-ye Islāmi (alliiert)                                                    | Paschtune (Wardak) | Militär (Abschluss, Afghanistan; USA, Ägypten)                                                                                           |       | Ahmad Yusuf Nuristani                                       | Royalist                             | Paschtune (Nuristan) | Nahostwissenschaft (Doktor, USA)                                                                  |
| Auswärtiges                               | Auswärtiges                               |       | Abdullah Abdullah 24. Dezember 2004 bis 21. März 2006 | Nordallianz Etelāf-e Millī                                                            | Tadschike (Pandschschir) | Augenmedizin (Bachelor, Afghanistan) |       | Mohammad Haidar Reza                                        | unbekannt                            | Tadschike            | unbekannt                                                                                         |
| Auswärtiges                               | Auswärtiges                               |       | Rangin Dadfar Spanta 22. März 2006 bis 19. November 2009, davon kommissarisch vom 12. Mai 2007 bis 19. November 2009, wurde von der Wolesi Dschirga abgelehnt | –                                                                                     | Tadschike (Herat) | Politik (Bachelor, Afghanistan; Master, Türkei; Deutschland)                                                                             |       |                                                             |                                      |                      |                                                                                                   |
| Inneres                                   | Inneres                                   |       | Ali Ahmad Jalali 24. Dezember 2004 bis 27. September 2005 | –                                                                                     | Paschtune (Kabul) | Politik (Bachelor, Afghanistan) Infanterie (Diplom, USA) Militär (Master, Afghanistan und Großbritannien)                                |       | Zarar Ahmad Osmani 24. Dezember 2004 bis 27. September 2005 | Nordallianz (alliiert)               | Tadschike (Parwan)   | Pädagogik (Abschluss, Afghanistan; umstritten)                                                    |
| Inneres                                   | Inneres                                   |       | Zarar Ahmad Osmani 28. September 2005 bis 11. Oktober 2008, davon bis 21. März 2006 kommissarisch                                                             | Nordallianz (alliiert)                                                                | Tadschike (Parwan) | Pädagogik (Abschluss, Afghanistan; umstritten)                                                                                           |       |                                                             |                                      |                      |                                                                                                   |
| Inneres                                   | Inneres                                   |       | Mohammad Hanif Atmar 12. Oktober 2008 bis 19. November 2009                                                                                                   | Kommunist (alliiert)                                                                  | Paschtune (Laghman) | IT und Computer (Diplom, Großbritannien) Staatstätigkeit, Internationale Beziehungen und Nachkriegswiederaufbau (Master, Großbritannien) |       |                                                             |                                      |                      |                                                                                                   |
| Finanzen                                  | Finanzen                                  |       | Anwar ul-Haq Ahadi 24. Dezember 2004 bis 2. März 2009 | Afghān Mellat                                                                         | Paschtune (Sarobi) | Wirtschaft und Politik (Bachelor und Master, Libanon) BWL und Politik (Master und Doktor, USA)                                           |       | Wahidullah Shahrani                                         | –                                    | Usbeke (Badachschan) | Bankwesen (Master, Großbritannien) Wirtschaft (Master, Pakistan)                                  |
| Finanzen                                  | Finanzen                                  |       | Omar Zakhilwal 3. März 2009 bis 19. November 2009 | –                                                                                     | Paschtune (Nangarhar) | Wirtschaft (Bachelor, Master und Doktor, Kanada)                                                                                         |       |                                                             |                                      |                      |                                                                                                   |
| Kultur, Information und Jugend            | Kultur und Information                    |       | Sayed Makhdoom Raheen 24. Dezember 2004 bis 21. März 2006 | Royalist Dschamiat-i Islāmi (alliiert)                                                | sunnitischer Sayyid (Kabul)                                                                                                  | Persische Literatur (Master und Doktor, Iran)                                                                                            |       |                                                             |                                      |                      |                                                                                                   |
| Kultur, Information und Jugend            | Jugend                                    |       | Amina Afzali 24. Dezember 2004 bis 21. März 2006 | Nordallianz (alliiert) Dschamiat-i Islāmi                                             | Tadschikin (Herat) | Naturwissenschaften (unspezifiziert, Afghanistan)                                                                                        |       |                                                             |                                      |                      |                                                                                                   |
| Kultur, Information und Jugend            | Kultur und Jugend                         |       | Sayed Makhdoom Raheen kommissarisch vom 22. März 2006 bis 7. August 2006, wurde von der Wolesi Dschirga abgelehnt                                             | Royalist Dschamiat-i Islāmi (alliiert)                                                | sunnitischer Sayyid (Kabul)                                                                                                  | Persische Literatur (Master und Doktor, Iran)                                                                                            |       |                                                             |                                      |                      |                                                                                                   |
| Kultur, Information und Jugend            | Kultur und Jugend                         |       | Karim Khoram 8. August 2006 bis 19. November 2009 | Hizb-i Islāmī Hekmatyār (alliiert)                                                    | Paschtune (Wardak) | Internationales Recht, Diplomatie und Exportkontrolle (Master, Frankreich)                                                               |       |                                                             |                                      |                      |                                                                                                   |
| Justiz                                    | Justiz                                    |       | Sarwar Danish | Nordallianz (alliiert) Hezb-e Wahdat                                                  | Hazara (Daikondi) | Jura, Journalismus und Islam (Bachelor, Iran) Islamisches Recht (Master, Iran)                                                           |       |                                                             |                                      |                      |                                                                                                   |
| Bildung                                   | Bildung                                   |       | Noor Mohammad Qarqin 24. Dezember 2004 bis 21. März 2006 | Nordallianz (alliiert) Mudschaheddin (Parteizugehörigkeit unbekannt)                  | Turkmene (Dschuzdschan) | Menschenrechte und Politik (Bachelor, Afghanistan)                                                                                       |       |                                                             |                                      |                      |                                                                                                   |
| Bildung                                   | Bildung                                   |       | Mohammad Hanif Atmar 22. März 2006 bis 11. Oktober 2008 | Kommunist (alliiert)                                                                  | Paschtune (Laghman) | IT und Computer (Diplom, Großbritannien) Staatstätigkeit, Internationale Beziehungen und Nachkriegswiederaufbau (Master, Großbritannien) |       |                                                             |                                      |                      |                                                                                                   |
| Bildung                                   | Bildung                                   |       | Ghulam Farooq Wardak 12. Oktober 2008 bis 19. November 2009                                                                                                   | Hizb-i Islāmī Hekmatyār                                                               | Paschtune (Wardak) | Pharmazie (Bachelor, Pakistan) BWL (Master, Pakistan)                                                                                    |       |                                                             |                                      |                      |                                                                                                   |
| Landwirtschaft                            | Landwirtschaft                            |       | Obaidullah Rameen 24. Dezember 2004 bis 11. Oktober 2008 | Nordallianz (alliiert) Tanzīm-e Da'wat-e Islāmī (alliiert)                            | Tadschike (Baglan) | unbekannt (Bachelor, Afghanistan) |       | Mohammad Asif Rahimi 24. Dezember 2004 bis 11. Oktober 2008 | –                                    | Tadschike (Paghman)  | unbekannt (Bachelor, Afghanistan) Entwicklungsprogramm-management (Master, USA)                   |
| Landwirtschaft                            | Landwirtschaft                            |       | Mohammad Asif Rahimi 12. Oktober 2008 bis 19. November 2009                                                                                                   | –                                                                                     | Tadschike (Paghman) | unbekannt (Bachelor, Afghanistan) Entwicklungsprogramm-management (Master, USA)                                                          |       |                                                             |                                      |                      |                                                                                                   |
| Handel, Bergbau und Industrie             | Handel                                    |       | Hedayat Amin Arsala 24. Dezember 2004 bis 21. März 2006 | Royalist Mahāz-e Millī-ye Islāmi                                                      | Paschtune (Kabul) | Wirtschaft (Doktor, USA) |       |                                                             |                                      |                      |                                                                                                   |
| Handel, Bergbau und Industrie             | Handel und Industrie                      |       | Mohammad Haidar Reza kommissarisch vom 22. März 2006 bis 7. August 2006, wurde von der Wolesi Dschirga abgelehnt                                              | unbekannt                                                                             | Tadschike | unbekannt |       |                                                             |                                      |                      |                                                                                                   |
| Handel, Bergbau und Industrie             | Handel und Industrie                      |       | Mohammad Amin Farhang 8. August 2006 bis Ende 2008 | Royalist                                                                              | Tadschike (Kabul) | Volkswirtschaftslehre (Bachelor, Afghanistan; Master und Doktor, Deutschland)                                                            |       |                                                             |                                      |                      |                                                                                                   |
| Handel, Bergbau und Industrie             | Handel und Industrie                      |       | Wahidullah Shahrani Ende 2008 bis 19. November 2009 | –                                                                                     | Usbeke (Badachschan) | Bankwesen (Master, Großbritannien) Wirtschaft (Master, Pakistan)                                                                         |       |                                                             |                                      |                      |                                                                                                   |
| Handel, Bergbau und Industrie             | Bergbau und Industrie                     |       | Mir Mohammad Sediq 24. Dezember 2004 bis 21. März 2006 | unbekannt                                                                             | unbekannt | Ingenieurwesen |       | Ibrahim Adel 24. Dezember 2004 bis 21. März 2006            | unbekannt                            | Tadschike (Parwan)   | Bergbauingenieurwesen (Bachelor, Afghanistan; Master, Sowjetunion)                                |
| Handel, Bergbau und Industrie             | Bergbau                                   |       | Ibrahim Adel 22. März 2006 bis 19. November 2009 | unbekannt                                                                             | Tadschike (Parwan) | Bergbauingenieurwesen (Bachelor, Afghanistan; Master, Sowjetunion)                                                                       |       |                                                             |                                      |                      |                                                                                                   |
| Höhere Bildung                            | Höhere Bildung                            |       | Amir Shah Hasanyar 24. Dezember 2004 bis 21. März 2006 | –                                                                                     | Hazara (Bamiyan) | Landwirtschaft (Bachelor, Afghanistan; Doktor, USA) Ökologie (Master, USA)                                                               |       |                                                             |                                      |                      |                                                                                                   |
| Höhere Bildung                            | Höhere Bildung                            |       | Mohammad Azam Dadfar 22. März 2006 bis 19. November 2009 | –                                                                                     | Usbeke (Faryab) | Psychiatrie (Bachelor, Afghanistan; Deutschland)                                                                                         |       |                                                             |                                      |                      |                                                                                                   |
| Gesundheit                                | Gesundheit                                |       | Sayed Mohammad Amin Fatemi | Nordallianz (alliiert)                                                                | sunnitischer Sayyid (Nangarhar)                                                                                              | Medizin (Doktor, Afghanistan; Pakistan, Deutschland, USA)                                                                                |       |                                                             |                                      |                      |                                                                                                   |
| Grenzangelegenheiten                      | Grenzangelegenheiten                      |       | Abdul Karim Brahui 24. Dezember 2004 bis 10. Oktober 2008 | Nordallianz (alliiert) Mudschaheddin (Parteizugehörigkeit unbekannt)                  | Belutsche (Nimrus) | Waffentechnik (Bachelor, Afghanistan) |       |                                                             |                                      |                      |                                                                                                   |
| Grenzangelegenheiten                      | Grenzangelegenheiten                      |       | Asadullah Khalid 11. Oktober 2008 bis 19. November 2009 | Nordallianz Tanzīm-e Da'wat-e Islāmī (alliiert)                                       | Paschtune (Ghazni) | Politik (Bachelor, Afghanistan) Jura ( Tadschikistan; umstritten)                                                                        |       |                                                             |                                      |                      |                                                                                                   |
| Energie und Wasser                        | Energie und Wasser                        |       | Ismail Khan | Nordallianz Dschamiat-i Islāmi                                                        | Tadschike (Herat) | Jag Turan (Stabshauptmann in der afghanischen Armee)                                                                                     |       | Mohammad Jalil Shams 24. Dezember 2004 bis 7. August 2006   | Nordallianz (alliiert)               | Tadschike (Herat)    | unbekannt (Bachelor, Ägypten) Wirtschaft (Master und Doktor, Deutschland)                         |
| Kommunikation                             | Kommunikation                             |       | Amirzai Sangin | –                                                                                     | Paschtune (Paktika) | Kommunikations- und Elektrotechnik (Bachelor, Großbritannien)                                                                            |       |                                                             |                                      |                      |                                                                                                   |
| Haddsch und Islam                         | Haddsch und Islam                         |       | Nematullah Shahrani | –                                                                                     | Usbeke (Badachschan) | Islam (Bachelor, Afghanistan; Master, Ägypten) Jura ( USA)                                                                               |       |                                                             |                                      |                      |                                                                                                   |
| Transport und zivile Luftfahrt            | Transport und zivile Luftfahrt            |       | Enayatullah Qasemi 24. Dezember 2004 bis 21. März 2006 | –                                                                                     | Hazara (Helmand) | Wirtschaft (Bachelor, USA) Management und Handel (Master, USA)                                                                           |       |                                                             |                                      |                      |                                                                                                   |
| Transport und zivile Luftfahrt            | Transport und zivile Luftfahrt            |       | Gul Hussein Ahmadi kommissarisch vom 22. März 2006 bis 7. August 2006, wurde von der Wolesi Dschirga abgelehnt                                                | unbekannt                                                                             | Hazara (Balch) | Englische Literatur (Bachelor, Afghanistan) Professionelle Diplomatie (Master, Ungarn)                                                   |       |                                                             |                                      |                      |                                                                                                   |
| Transport und zivile Luftfahrt            | Transport und zivile Luftfahrt            |       | Nimatullah Ehsan Javid 8. August 2006 bis März 2008 | unbekannt                                                                             | Paschtune | unbekannt |       |                                                             |                                      |                      |                                                                                                   |
| Transport und zivile Luftfahrt            | Transport und zivile Luftfahrt            |       | Hamidullah Qaderi März 2008 bis 9. November 2008 | –                                                                                     | Paschtune (Kandahar) | Handel und Wirtschaft (Bachelor, Indien) Politik (Master, Indien)                                                                        |       |                                                             |                                      |                      |                                                                                                   |
| Transport und zivile Luftfahrt            | Transport und zivile Luftfahrt            |       | Omar Zakhilwal kommissarisch ab 10. November 2008 bis 6. Februar 2009                                                                                         | –                                                                                     | Paschtune (Nangarhar) | Wirtschaft (Bachelor, Master und Doktor, Kanada)                                                                                         |       |                                                             |                                      |                      |                                                                                                   |
| Transport und zivile Luftfahrt            | Transport und zivile Luftfahrt            |       | Hamidullah Farooqi 7. Februar 2009 bis 19. November 2009 | –                                                                                     | Paschtune (Herat) | Handel (Bachelor, USA) Wirtschaft und BWL (Master, USA)                                                                                  |       |                                                             |                                      |                      |                                                                                                   |
| Flüchtlinge und Rückkehrer                | Flüchtlinge und Rückkehrer                |       | Mohammad Azam Dadfar 24. Dezember 2004 bis 21. März 2006 | –                                                                                     | Usbeke (Faryab) | Psychiatrie (Bachelor, Afghanistan; Deutschland)                                                                                         |       |                                                             |                                      |                      |                                                                                                   |
| Flüchtlinge und Rückkehrer                | Flüchtlinge und Rückkehrer                |       | Akbar Akbar 22. März 2006 bis 10. Oktober 2008 | unbekannt                                                                             | Paschtune | unbekannt |       |                                                             |                                      |                      |                                                                                                   |
| Flüchtlinge und Rückkehrer                | Flüchtlinge und Rückkehrer                |       | Abdul Karim Brahui 11. Oktober 2008 bis 19. November 2009 | Nordallianz (alliiert) Mudschaheddin (Parteizugehörigkeit unbekannt)                  | Belutsche (Nimrus) | Waffentechnik (Bachelor, Afghanistan) |       |                                                             |                                      |                      |                                                                                                   |
| Ländliche Entwicklung                     | Ländliche Entwicklung                     |       | Mohammad Hanif Atmar 24. Dezember 2004 bis 21. März 2006 | Kommunist (alliiert)                                                                  | Paschtune (Laghman) | IT und Computer (Diplom, Großbritannien) Staatstätigkeit, Internationale Beziehungen und Nachkriegswiederaufbau (Master, Großbritannien) |       | Mohammed Ehsan Zia 24. Dezember 2004 bis 21. März 2006      | –                                    | Paschtune (Kabul)    | Soziale Entwicklung (Bachelor, Großbritannien) Nachkriegswiederaufbau (Master, Großbritannien)    |
| Ländliche Entwicklung                     | Ländliche Entwicklung                     |       | Mohammed Ehsan Zia 22. März 2006 bis 19. November 2009 | –                                                                                     | Paschtune (Kabul) | Soziale Entwicklung (Bachelor, Großbritannien) Nachkriegswiederaufbau (Master, Großbritannien)                                           |       |                                                             |                                      |                      |                                                                                                   |
| Arbeit, Soziales, Märtyrer und Behinderte | Arbeit & Soziales                         |       | Sayed Ikramuddin Masoomi 24. Dezember 2004 bis 21. März 2006                                                                                                  | Nordallianz (alliiert)                                                                | sunnitischer Sayyid (Tachar)                                                                                                 | Lehramt und Naturwissenschaften (Bachelor, Afghanistan)                                                                                  |       |                                                             |                                      |                      |                                                                                                   |
| Arbeit, Soziales, Märtyrer und Behinderte | Märtyrer und Behinderte                   |       | Sediqa Balkhi 24. Dezember 2004 bis 21. März 2006 | Nordallianz (alliiert)                                                                | schiitische Sayyida (Balch)                                                                                                  | Islam (Bachelor, Iran) |       |                                                             |                                      |                      |                                                                                                   |
| Arbeit, Soziales, Märtyrer und Behinderte | Arbeit, Soziales, Märtyrer und Behinderte |       | Noor Mohammad Qarqin 22. März 2006 bis 19. November 2009 | Nordallianz (alliiert) Mudschaheddin (Parteizugehörigkeit unbekannt)                  | Turkmene (Dschuzdschan) | Menschenrechte und Politik (Bachelor, Afghanistan)                                                                                       |       |                                                             |                                      |                      |                                                                                                   |
| Frauen                                    | Frauen                                    |       | Massouda Jalal 24. Dezember 2004 bis 21. März 2006 | –                                                                                     | Tadschikin (Kapisa) | Psychiatrie und Pädiatrie (Bachelor, Afghanistan)                                                                                        |       |                                                             |                                      |                      |                                                                                                   |
| Frauen                                    | Frauen                                    |       | Soraya Rahim Sobhrang kommissarisch vom 22. März 2006 bis 7. August 2006, wurde von der Wolesi Dschirga abgelehnt                                             | –                                                                                     | Hazara (Herat) | Gynäkologie (Bachelor, Afghanistan) |       |                                                             |                                      |                      |                                                                                                   |
| Frauen                                    | Frauen                                    |       | Husn Banu Ghazanfar 8. August 2006 bis 19. November 2009 | –                                                                                     | Usbekin (Balch) | Literatur und Soziologie (Bachelor und Master, Sowjetunion) Philologie (Doktor, Sowjetunion)                                             |       |                                                             |                                      |                      |                                                                                                   |
| Städtische Entwicklung                    | Städtische Entwicklung                    |       | Yousef Pashtun | Royalist                                                                              | Paschtune (Kandahar) | Architektur (Bachelor und Master, Libanon) Stadtplanung (Master, Libanon)                                                                |       |                                                             |                                      |                      |                                                                                                   |
| Wirtschaft                                | Wirtschaft                                |       | Mohammad Amin Farhang 24. Dezember 2004 bis 7. August 2006, davon kommissarisch vom 22. März 2006 bis 7. August 2006, wurde von der Wolesi Dschirga abgelehnt | Royalist                                                                              | Tadschike (Kabul) | Volkswirtschaftslehre (Bachelor, Afghanistan; Master und Doktor, Deutschland)                                                            |       |                                                             |                                      |                      |                                                                                                   |
| Wirtschaft                                | Wirtschaft                                |       | Mohammad Jalil Shams 8. August 2006 bis 19. November 2009 | Nordallianz (alliiert)                                                                | Tadschike (Herat) | unbekannt (Bachelor, Ägypten) Wirtschaft (Master und Doktor, Deutschland)                                                                |       |                                                             |                                      |                      |                                                                                                   |
| Drogenbekämpfung                          | Drogenbekämpfung                          |       | Habibullah Qaderi 24. Dezember 2004 bis März 2008 | –                                                                                     | Paschtune (Kandahar) | Maschinenbau (Diplom, Indien) |       | Khodaidad 24. Dezember 2004 bis März 2008                   | Nordallianz (alliiert) Hezb-e Wahdat | Hazara (Urusgan)     | Dagar Jenral (Generalleutnant in der afghanischen Armee) Militär (Diplom, Indien und Sowjetunion) |
| Drogenbekämpfung                          | Drogenbekämpfung                          |       | Khodaidad März 2008 bis 19. November 2009 | Nordallianz (alliiert) Hezb-e Wahdat                                                  | Hazara (Urusgan) | Dagar Jenral (Generalleutnant in der afghanischen Armee) Militär (Diplom, Indien und Sowjetunion)                                        |       |                                                             |                                      |                      |                                                                                                   |
| Öffentliche Arbeiten                      | Öffentliche Arbeiten                      |       | Suhrab Ali Safari | –                                                                                     | Hazara (Wardak) | Ingenieurwesen (Diplom, Afghanistan; Doktor, Polen)                                                                                      |       |                                                             |                                      |                      |                                                                                                   |
| Gesamt                                    |                                           |       | |                                                                                       | | |       |                                                             |                                      |                      |                                                                                                   |
|                                           |                                           |       | | Nordallianz (36,1 %)keine (29,6 %)Royalisten (15,0 %)andere (12,5 %)unbekannt (6,8 %) | Paschtunen (37,5 %)Tadschiken 1 (30,3 %)Hazara 2 (14,6 %)Usbeken (9,8 %)Turkmenen (3,4 %)Belutschen (3,4 %)unbekannt (1,0 %) | Afghanistan: 26/51 Westliche Welt: 3 23/51 Indien: 4/51 Sowjetunion: 3/51 Iran: 3/51 Pakistan: 3/51 Ägypten: 2/51 Sonstige: 4 10/51      |       |                                                             |                                      |                      |                                                                                                   |

## Regierungsbildung

### Erstes Kabinett (2004 bis 2006)

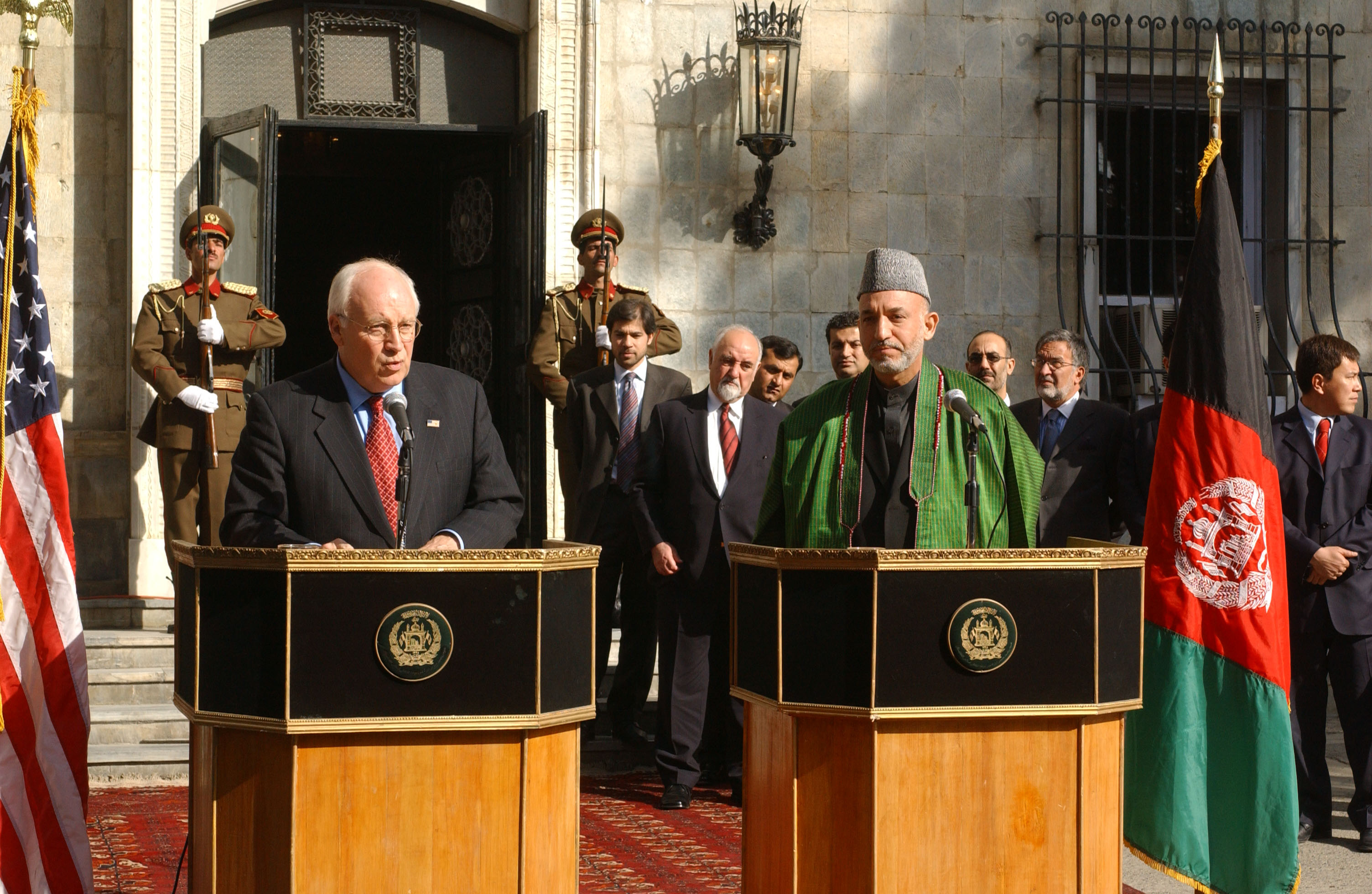
Amtseinführung Karzais am 7. Dezember 2004

Während der Zusammenstellung der Übergangsregierung musste Karzai zwischen verschiedenen mächtigen Gruppen balancieren, die alle in der Regierung vertreten sein wollten. Nachdem Karzai vom Volk gewählt worden war, konnte er eine unabhängigere Regierung bilden. Warlords wie Gul Agha Sherzai, Yunus Qanuni und Sayed Hussain Anwari kehrten nicht in das Kabinett zurück und wurden durch Technokraten ersetzt, die über Berufserfahrung in ihren jeweiligen Zuständigkeitsbereichen verfügten. Dennoch wurde der prominente Warlord Ismail Khan, der in früheren Kabinetten durch seinen Sohn Mirwais Sadik vertreten war, zum Wasser- und Energieminister ernannt.
Verteidigungsminister Mohammad Fahim wurde durch seinen Stellvertreter Abdur Rahim Wardak ersetzt, einen Paschtunen, der während der 1980er Jahre gegen die sowjetische Besatzung kämpfte. Auch das Schlüsselamt des Finanzministers wechselte den Inhaber. Der aktuelle Zentralbank-Gouverneur Anwar ul-Haq Ahadi ersetzte den amtierenden Finanzminister Ashraf Ghani, der eine zweite Amtszeit ablehnte, da er die Regierung Karzai als korrupt empfand. Ghani entfremdete viele seiner Kollegen, war jedoch bei den westlichen Verbündeten Afghanistans beliebt und wurde Leiter der Universität Kabul. Andere Minister, die bei den westlichen Verbündeten beliebt waren, Außenminister Abdullah Abdullah und Innenminister Ali Ahmad Jalali, behielten ihre Posten im neuen Kabinett. Karzai wählte Massouda Jalal, seine einzige weibliche Gegnerin bei der Präsidentschaftswahl am 9. Oktober und eine lautstarke Kritikerin von Karzais Abhängigkeit von Warlords, zur Ministerin für Frauenangelegenheiten. Außerdem schuf er ein neues Ministerium für Drogenbekämpfung, um der wachsenden Opiumindustrie Afghanistans entgegenzutreten, und ernannte den relativ unbekannten Habibullah Qaderi zu dessen Leiter.
Die Verfassung Afghanistans schreibt vor, dass das afghanische Parlament die von dem Präsidenten vorgeschlagenen Kabinettsminister genehmigen oder ablehnen muss. Da es bei der Bildung der Regierung noch kein afghanisches Parlament gab, sollte die Genehmigung nach den Parlamentswahlen 2005 erfolgen.

### Zusammensetzung

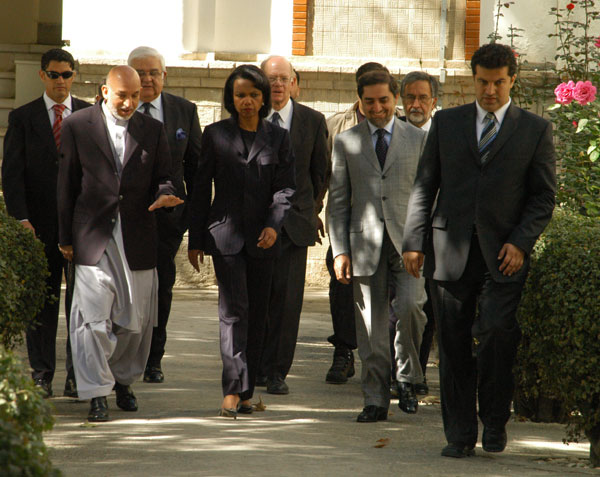
Karzai und hochrangige Minister mit US-Außenministerin Condoleezza Rice (2005)

Das erste Kabinett Karzais wird, wie von der Verfassung vorgeschrieben, von einem Präsidenten und zwei Vizepräsidenten geleitet, zwei weniger als die vier Vizepräsidenten der Übergangsregierung. Außerdem wurden die Positionen des Planungsministers, des Wiederaufbauministers, des Ministers für Zivilluftfahrt und Tourismus sowie des Ministers für Bewässerung und Umwelt abgeschafft. Die Positionen des Bergbauministers und des Ministers für Leichtindustrie wurden zu dem Posten des Ministers für Bergbau und Industrie zusammengelegt.
Drei neue Ministerposten wurden hinzugefügt: ein Minister für Jugend, ein Wirtschaftsminister und ein Minister für Drogenbekämpfung, um den Drogenhandel zu bekämpfen, wodurch sich die Gesamtzahl der Minister von 29 auf 27 reduzierte.
Im September 2005 trat Innenminister Ali Ahmad Jalali zurück. Am 28. September ernannte Karzai seinen Stellvertreter Ahmad Moqbel Zarar zum amtierenden Minister.

### Genehmigtes Kabinett (2006 bis 2008)

#### Umbildung
Nach der Wahl des afghanischen Parlaments im Jahr 2005 musste das von Karzai zusammengestellte Kabinett gemäß der Verfassung Afghanistans genehmigt werden. Zu Beginn der Amtszeit des Kabinetts im Jahr 2004 war noch kein Parlament im Amt, sodass die Genehmigung erst nach den Wahlen 2005 erfolgen konnte. Karzai nutzte diese Gelegenheit, um Änderungen in der Zusammensetzung seines Kabinetts vorzunehmen. Einige Minister wechselten ihre Ressorts, andere wurden durch neue Minister ersetzt. Die bemerkenswerteste Änderung war die Ablösung des Außenministers Abdullah Abdullah durch Rangin Dadfar Spanta. Abdullah wurde mehrere minder wichtige Posten angeboten, die er jedoch ablehnte. Mit dem Rücktritt von Abdullah Abdullah verließ das letzte Mitglied des mächtigen Trios der Shura-e-Nazar-Fraktion, bestehend aus Abdullah Abdullah, Yunus Qanuni und Mohammad Fahim, die Regierung, womit Ismail Khan der einzige Warlord im Kabinett blieb.
Neben personellen Änderungen gab es auch kleinere Änderungen in den Zuständigkeiten der Minister. Karzai schuf eine neue Position des „Senior Ministers“ für den ehemaligen Vizepräsidenten Amin Arsala und fusionierte die Ministerien für Information und Kultur sowie Jugendangelegenheiten zu einem neuen Ministerium für Jugend und Kultur. Das Ministerium für Behinderte und Märtyrer wurde mit dem Ministerium für soziale Angelegenheiten zusammengelegt. Der neue Minister für Bergbau verlor die Zuständigkeit für die Industrie, die stattdessen dem Nachfolger von Arsala übertragen wurde, der Minister für Handel und Industrie wurde.
Am 22. März 2006 kündigte Karzai folgende Änderungen für das Kabinett an, das er dem Wolesi Jirga zur Genehmigung vorlegen wollte.

#### Ablehnung von fünf Ministern durch das Parlament
Um die Genehmigung des Kabinetts zu beschleunigen, beschloss der Wolesi Jirga, dass jeder Minister eine 20-minütige Rede vor dem gesamten Haus halten und anschließend eine Frage aus jedem der 18 Ausschüsse des Wolesi Jirga beantworten sollte. Über die Bestätigung jedes Ministers wurde anschließend geheim abgestimmt.
Nach der Abstimmung über die Kandidaten im April 2006 wurden 20 von 25 Ministern vom Wolesi Jirga genehmigt. Die Genehmigungen am Donnerstag erfolgten nach intensiven Lobbying-Bemühungen durch Mitglieder des Präsidialamts und die Minister selbst sowie nach einem Appell des Parlamentsvorsitzenden Yunus Qanuni, das nationale Interesse über ethnische und persönliche Spaltungen zu stellen.
Die fünf abgelehnten Minister waren Muhammad Amin Farhang, Sayed Makhdum Raheen, Suraya Raheem Sabarnag, Gul Hussein Ahmadi und Muhammad Haidar Reza.
Die Ablehnung des engen Karzai-Verbündeten Muhammad Amin Farhang war ein Rückschlag für den Präsidenten. Nach der Abstimmung erklärten Abgeordnete, dass seine Ablehnung vor allem auf seine schlechte Leistung als Wiederaufbauminister über drei Jahre und als Wirtschaftsminister im vergangenen Jahr zurückzuführen sei.
Die Ablehnung von Raheen und Sabarnag deutete auf den starken konservativ-islamischen Einfluss im Parlament hin. Analysten zufolge sehen sich viele Abgeordnete als Teil einer geschlossenen Front, um die islamische Identität Afghanistans zu wahren und zu interpretieren. Raheen wurde in seiner Anhörung heftig kritisiert, weil er Filme und Videos zuließ, die von strengen Muslimen als anstößig empfunden wurden und auf Kabel- sowie Nationalkanälen ausgestrahlt wurden.
Sabarnag, die einzige weibliche Kandidatin, fand bei den konservativen religiösen Parlamentsmitgliedern keine Zustimmung. Es kursierten Gerüchte über ihren politischen Hintergrund, und sie betrieb im Gegensatz zu anderen Ministern nur wenig Lobbyarbeit oder Werbung bei den Abgeordneten.
Die Ablehnung von Ahmadi und Reza beruhte laut der New York Times auf schlechten Leistungen in den Anhörungen.
Die Genehmigungsverfahren des Parlaments wurden von Analysten vor allem als Erfolg für Präsident Karzai gewertet, da er es schaffte, 20 seiner 25 Minister genehmigt zu bekommen, darunter die vier Schlüsselminister für Außenpolitik, Verteidigung, Inneres und Finanzen. Die 20 Minister wurden am 3. Mai 2006 von Karzai vereidigt.
Im August 2006 benannte Karzai fünf Minister, die die abgelehnten Minister in seinem Kabinett ersetzen sollten. Alle fünf Minister wurden anschließend vom Wolesi Jirga genehmigt.

### Weitere Veränderungen (2008 bis 2009)
Im März 2008 ersetzte Karzai den Minister für Drogenbekämpfung durch seinen Stellvertreter, General Khodaidad.
Ein halbes Jahr später entließ Karzai den Innenminister Zarar Ahmad Osmani. Osmani wurde weithin Korruption und Inkompetenz vorgeworfen, und unter anderem hatte Großbritannien auf seine Absetzung gedrängt. Er wurde durch den Bildungsminister Mohammad Hanif Atmar ersetzt. Atmar wurde am 11. Oktober 2008 von Präsident Karzai ernannt und am 20. Oktober 2008 vom Parlament bestätigt. Am selben Tag bestätigte das afghanische Parlament die Ernennung von Ghulam Farooq Wardak zum Nachfolger von Atmar im Bildungsressort. Wardak war zuvor als Minister für Parlamentsangelegenheiten die Verbindung zwischen Legislative und Exekutive. Zudem wurde Muhammad Asif Rahimi zum neuen Landwirtschaftsminister ernannt.
Zur gleichen Zeit ernannte Karzai Zarar Ahmad Osmani zum neuen Minister für Flüchtlinge und Rückkehrer und benannte Assadullah Khalid als Wardaks Nachfolger im Ministerium für Parlamentsangelegenheiten. Beide lehnten jedoch ihre Posten ab. Wenige Tage später entschied Karzai, den amtierenden Minister für Grenz- und Stammesangelegenheiten, Abdul Karim Brahui, zum Minister für Flüchtlinge zu machen und Assadullah Khalid zu seinem Nachfolger zu ernennen.
Ende 2008 ersetzte Karzai seinen Handelsminister und ernannte den stellvertretenden Finanzminister Wahidullah Shahrani für diesen Posten. Karzai tauschte auch den Transportminister in dieser Zeit aus. In einer Kabinettssitzung am 10. November 2008 entließ Präsident Karzai den Minister für Transport und zivile Luftfahrt, Hamidullah Qaderi, wegen Vorwürfen, die Vorbereitungen für die Haddsch-Reise 2008 schlecht gehandhabt zu haben. Haddsch-Flüge aus afghanischen Städten sollten am 8. November beginnen. Die saudisch-malaysische Chartergesellschaft NAS/Global, mit der Qaderi die Flüge vereinbart hatte, konnte jedoch möglicherweise wegen verspäteter Zahlungen Afghanistans keine Flugzeuge bereitstellen. Präsident Karzai beauftragte den Generalstaatsanwalt, Qaderi wegen Korruption zu untersuchen, und ernannte seinen Chef-Wirtschaftsberater Omar Zakhilwal zum amtierenden Minister für Transport und zivile Luftfahrt sowie zum Leiter des Haddsch-Komitees.
Nachdem der Finanzminister Anwar ul-Haq Ahadi 2009 von seinem Posten zurückgetreten war, um sich für die nächsten Präsidentschaftswahlen zu bewerben, ernannte Karzai Zakhilwal zum neuen Finanzminister und machte Hamidullah Faruqi zum neuen Transportminister. Zakhilwal wurde am 7. Februar 2009 als neuer Finanzminister benannt und am 3. März 2009 vom Parlament bestätigt.